# Melrose, Minnesota
Melrose är en ort i Stearns County i Minnesota. Vid 2020 års folkräkning hade Melrose 3 602 invånare.